# Badari
|  | Per a altres significats, vegeu «Cultura Badariana». |

Badari és un riu de l'Índia a Karnataka, afluent del riu Hemavati.
Neix a les muntanyes Baba-Budan i corre al sud rebent les aigües del Berinji-halla procedent de l'oest, passa per la vila de Belur, i desaigua al Hemavati prop de la vila de Gorur.